# UFC on ESPN: Tsarukyan vs. Gamrot
UFC on ESPN: Tsarukyan vs. Gamrot（ユーエフシー・オン・イーエスピーエヌ：ツァルキヤン・バーサス・ガムロット、別名UFC on ESPN 38）は、アメリカ合衆国の総合格闘技団体「UFC」の大会の一つ。2022年6月25日、ネバダ州ラスベガスのUFC APEXで開催された。

## 大会概要
本大会はアルマン・ツァルキヤンとマテウス・ガムロットのライト級戦が組まれた。

## 試合結果

### プレリミナリーカード
第1試合 女子ストロー級 5分3R
○  バネッサ・デモポロス vs.  ジン・ユウ・フライ ×
3R終了 判定2-1（28-29、29-28、30-27）
第2試合 バンタム級 5分3R
○  マリオ・バティスタ vs.  ブライアン・ケレハー ×
1R 2:27 リアネイキドチョーク
第3試合 フライ級 5分3R
○  コーディ・ダーデン vs.  JP・ベイズ ×
1R 1:08 TKO（パウンド）
第4試合 バンタム級 5分3R
○  セルゲイ・モロゾフ vs.  ハウリアン・パイバ ×
3R終了 判定3-0（29-28、29-28、29-28）
第5試合 フェザー級 5分3R
○  シャイラン・ヌアダンビク vs.  TJ・ブラウン ×
3R終了 判定3-0（29-28、29-28、29-28）
第6試合 ライトヘビー級 5分3R
○  カーロス・アルバーグ vs.  テフォン・チュクウィ ×
1R 1:15 TKO（パウンド）

### メインカード
第7試合 ミドル級 5分3R
○  クリス・カーティス vs.  ホドウフォ・ヴィエイラ ×
3R終了 判定3-0（29-28、29-28、29-28）
第8試合 バンタム級 5分3R
○  ウマル・ヌルマゴメドフ vs.  ネイト・マネス ×
3R終了 判定3-0（30-27、30-26、30-25）
第9試合 ライト級 5分3R
○  ティアゴ・モイゼス vs.  クリストス・ジアゴス ×
1R 3:05 リアネイキドチョーク
第10試合 ヘビー級 5分3R
○  ジョシュ・パリジアン vs.  アラン・ボドウ ×
2R 3:04 TKO（パウンド）
第11試合 ウェルター級 5分3R
○  シャフカト・ラフモノフ vs.  ニール・マグニー ×
2R 4:58 ギロチンチョーク
第12試合 ライト級 5分5R
○  マテウス・ガムロット vs.  アルマン・ツァルキヤン ×
5R終了 判定3-0（48-47、48-47、48-47）

### 各賞
ファイト・オブ・ザ・ナイト：マテウス・ガムロット vs. アルマン・ツァルキヤン
パフォーマンス・オブ・ザ・ナイト：シャフカト・ラフモノフ、ジョシュ・パリジアン、ティアゴ・モイゼス
各選手にはボーナスとして5万ドルが授与された。

### カード変更
負傷などによるカードの変更は以下の通り。